# Au diable la vertu
Pour plus de détails, voir Fiche technique et Distribution.
Au diable la vertu est un film français réalisé par Jean Laviron et sorti en 1953.

## Synopsis
Pour cacher à sa femme Gisèle son infidélité de la nuit, Pierre fait appel à un détective privé particulièrement louche pour lui concocter un alibi. Un certain Robert Crémieux lui est ainsi présenté qui se fera passer auprès de Gisèle comme un ami d'enfance retrouvé le soir même et avec qui il aura passé la nuit jusqu'au petit matin.
Le prétendu ami d'enfance se trouve en fait être un délinquant accusé d'un cambriolage et d'un viol la nuit où précisément il était censé être avec Pierre. Ce dernier est aussitôt soupçonné d'être son complice et, pris au piège par sa propre turpitude, arrêté. Empêtré dans ses mensonges, et ses dénégations, il lui faut pourtant se résoudre à avouer son infidélité pour se sortir de l'impasse.

## Fiche technique
- Titre : Au diable la vertu
- Réalisation : Jean Laviron, assisté de Jean Dewever
- Scénario, adaptation et dialogues : Jean Laviron, d'après la pièce de Jean Guitton, Elle attendait ça
- Musique : Daniel White
- Décors : Roger Moulaert, assisté d'Yves Olivier
- Photographie : Roger Dormoy, assisté de René Guissart
- Son : Georges Leblond
- Montage : Andrée Feix, assistée de Jean Hamon
- Production : Albert-Pierre Barrière, Edmond Ténoudji
- Sociétés de production : Les Films Marceau, Arca Films
- Société de distribution : Les Films Marceau
- Pays :  France
- Format :  Noir et blanc - 1,37:1 - 35 mm - Son mono
- Genre : Comédie
- Durée : 90 min.
- Date de sortie : 
  - France : 17 juillet 1953
- Visa d'exploitation : 13009

## Distribution
- Henri Génès : Pierre Montabel
- Liliane Bert : Gisèle Montabel
- Christian Duvaleix : Robert Crémieux
- Louis de Funès : M. Lorette, le greffier
- Julien Carette : M. Tellier, le directeur de l'agence privée
- Maurice Régamey : Jacques Lambert, l'associé de Pierre
- Félix Oudart : le chanoine Clément
- Lili Bontemps : Monique
- Robert Vattier : le juge d'instruction
- Catherine Gay : Rita Johnson
- Simone Paris : Mlle de St-Hilaire
- Jacques Josselin : maître Nivert
- Albert Rémy : Henri
- Gaston Orbal : Norbert Demorey
- Frédéric Bart : l'inspecteur Perrini
- Jim Gérald : le metteur en scène du strip-tease
- Nicole Jonesco : Hélène
- Jack Ary : le gendarme de garde
- André Numès Fils : l'agent apportant la convocation
- Crésus : le fiancé d'Hélène
- André Dalibert : un spectateur au strip-tease

## Production
Le tournage a eu lieu du 16 juin au 5 juillet 1952, dans les studios de Neuilly